# Serie gioviana

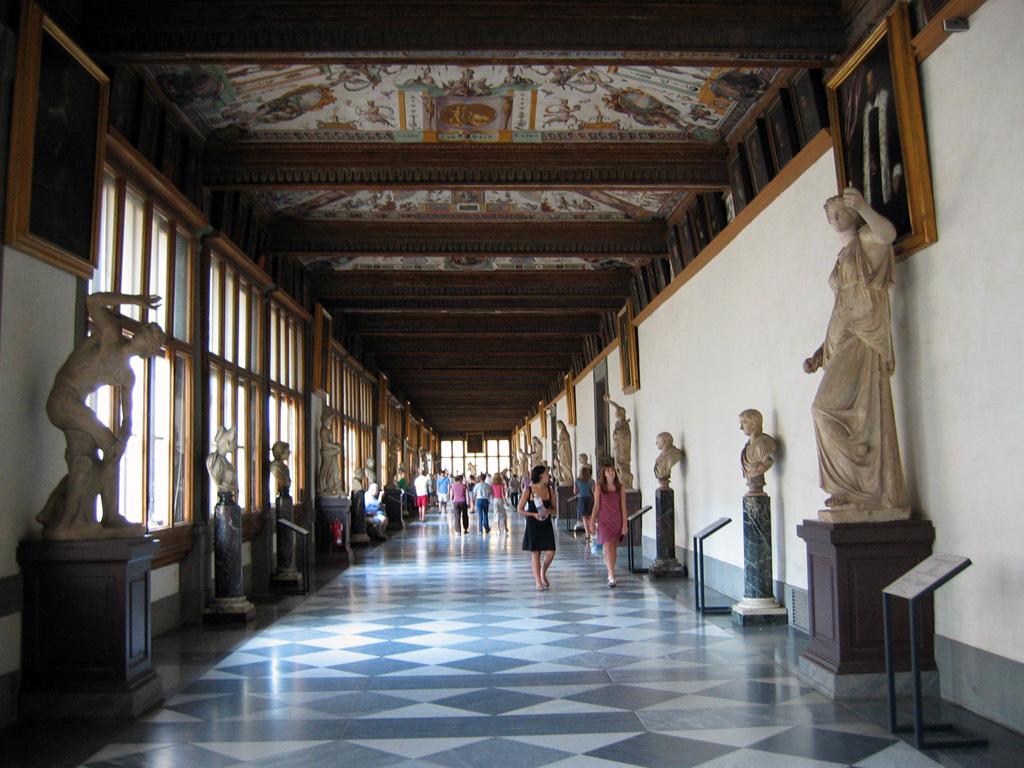
Corridoio degli Uffizi; i ritratti della Serie gioviana sono i piccoli quadri appena al di sotto del soffitto.

La Serie gioviana è una collezione di ritratti ospitata nei corridoi monumentali della Galleria degli Uffizi di Firenze, sorta come copia (ancorché parziale) della celebre galleria di ritratti del Musaeum di Paolo Giovio presso Como.

## Storia e descrizione
Fu iniziata nel 1552, su iniziativa di Cosimo I de' Medici, che inviò il pittore Cristofano dell'Altissimo a copiare i ritratti della Galleria universale degli uomini del vescovo di Nocera Paolo Giovio. Nella sua villa sul Lago di Como, Giovio aveva conservato il suo "museo" di ritratti, desunti da innumerevoli fonti, quali affreschi, dipinti, ritratti funerari e medaglie, che aveva collezionato fin da quando era stato ospite di Giulio de' Medici, a Firenze.
La galleria copiata dall'Altissimo prevedeva un formato unico per i ritratti, rettangolare e medio-piccolo, a mezzo busto, in modo da essere più facilmente trasportati fino a Firenze. All'epoca della seconda edizione delle Vite di Vasari (1568) erano stati copiati circa 280 ritratti, che si trovavano nella Sala del Mappamondo, a Palazzo Vecchio.
Cristofano dell'Altissimo vi lavorò fino al 1589 e poco dopo la collezione, per il volume raggiunto, venne spostata da Ferdinando I de' Medici alla galleria degli Uffizi.
Nel 1597 venne riordinata da Filippo Pigafetta che fissò criteri di "dignità", divise i ritratti secondo le professioni e ordinò di colmare alcune lacune.
Spostati dal corridoio nel Settecento, vennero ricollocati solo nel 1970.
Le tavole sono oggi 488, compresi i ritratti di due direttori della galleria nel Settecento: Luigi Lanzi e Tommaso Puccini.
Le serie, per completezza e vastità, è unica, anche per la dispersione della serie comasca originale. Comprende innumerevoli personaggi, papi e re, imperatori e sultani, cardinali e nobili, santi e religiosi, scienziati e letterati, artisti e condottieri. Numerosi sono i ritratti femminili. Il ritratto, presente nella serie, è rimasto a volte l'unica testimonianza di opere poi perdute, come la "Serie vaticana", affrescata da Piero della Francesca e copiata da Giulio Romano, che fu poi distrutta per far posto agli affreschi delle Stanze di Raffaello.

## Galleria d'immagini

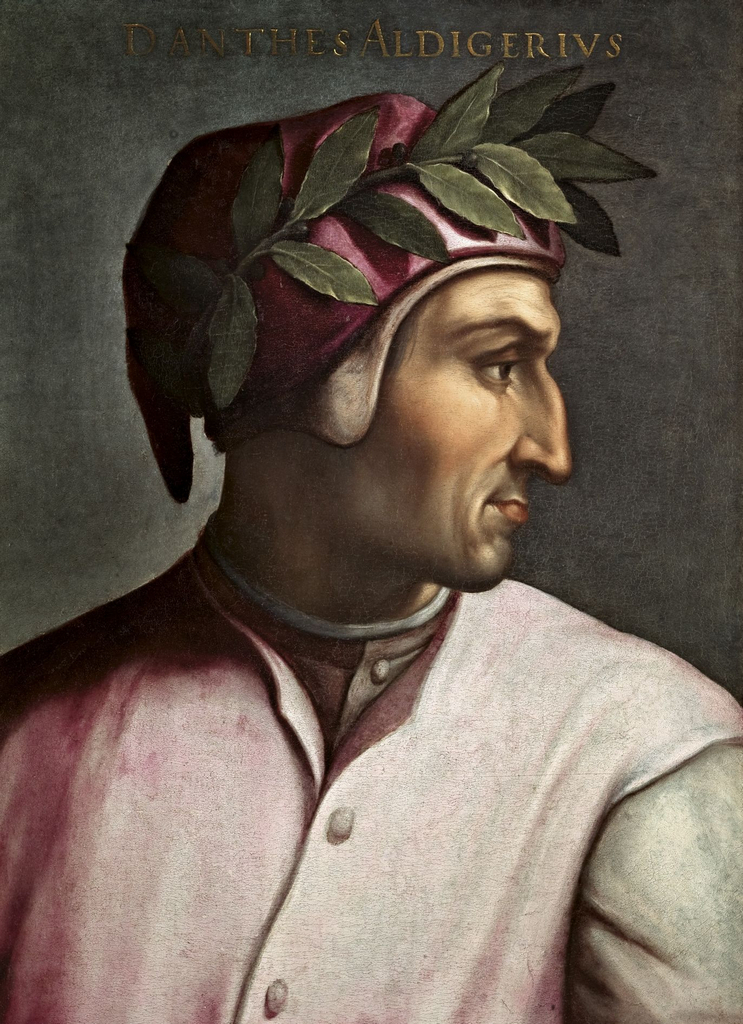
Dante Alighieri (1265-1321)
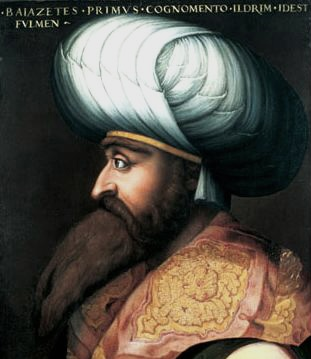
Bayezid I (1357-1403), sultano ottomano
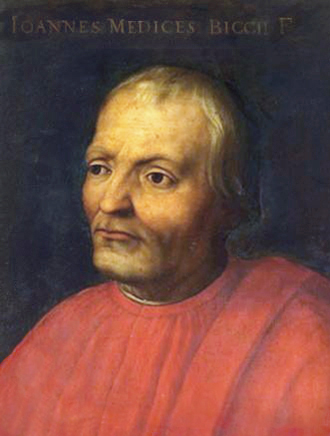
Giovanni di Bicci de' Medici (1360–1429)
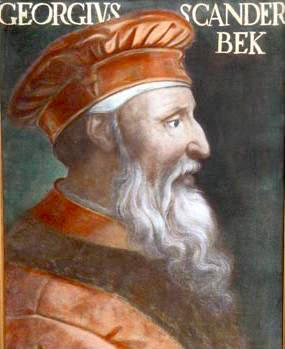
Giorgio Castriota Scanderbeg (1405-1468)
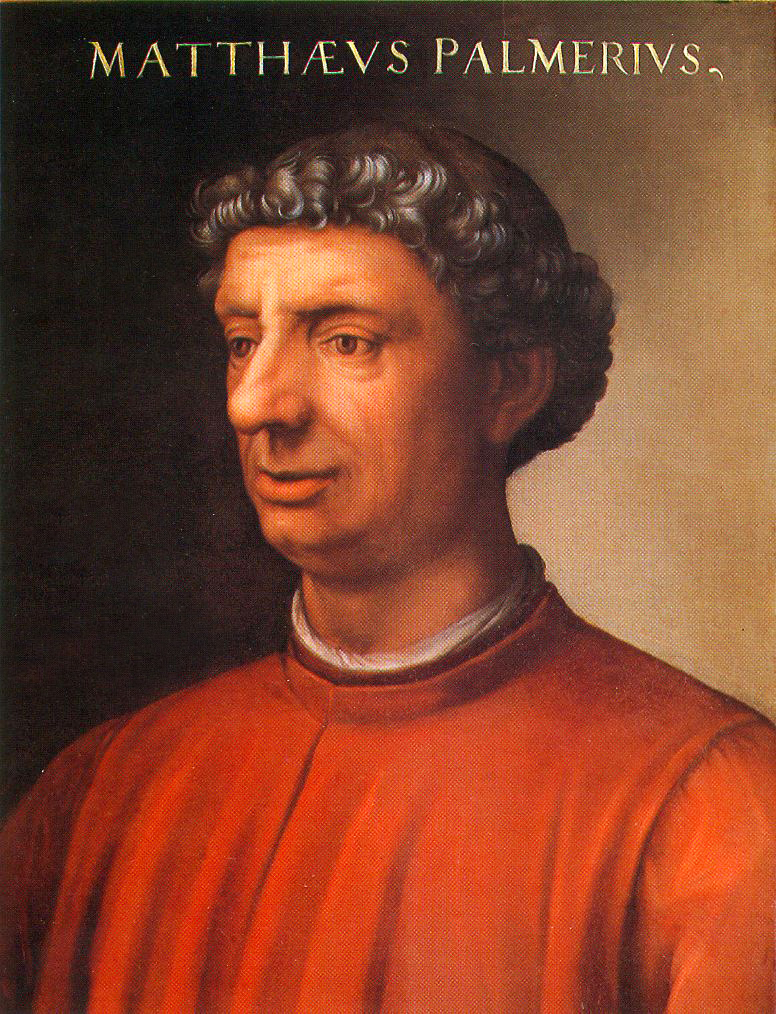
Matteo Palmieri (1406-1475)
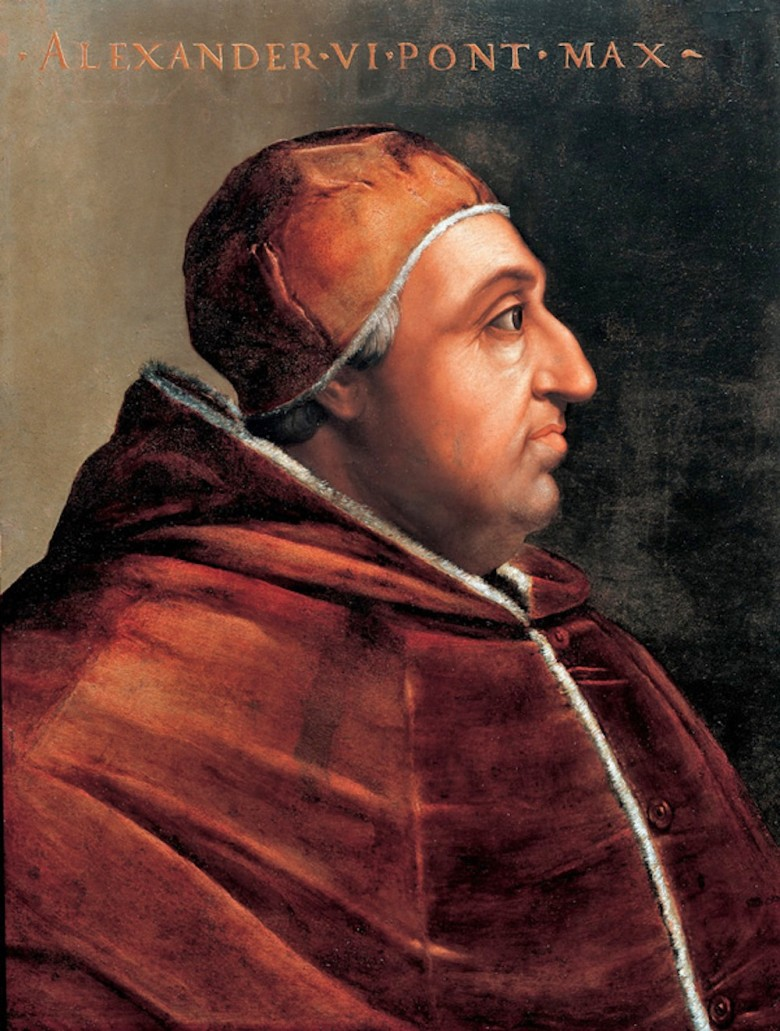
Papa Alessandro VI (1431-1503)
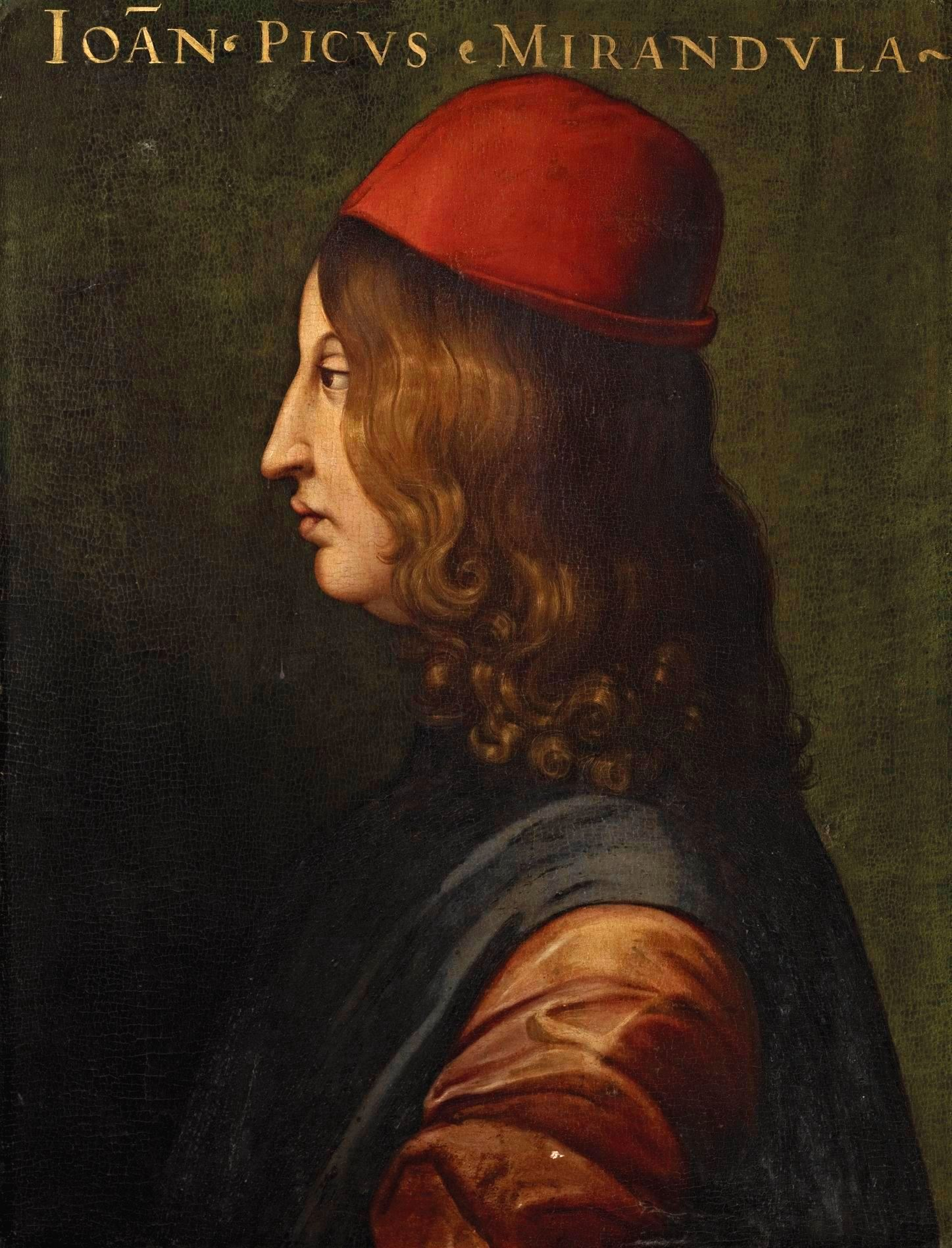
Giovanni Pico della Mirandola (1463-1494)
Ismail I (1487-1524), scià di Persia
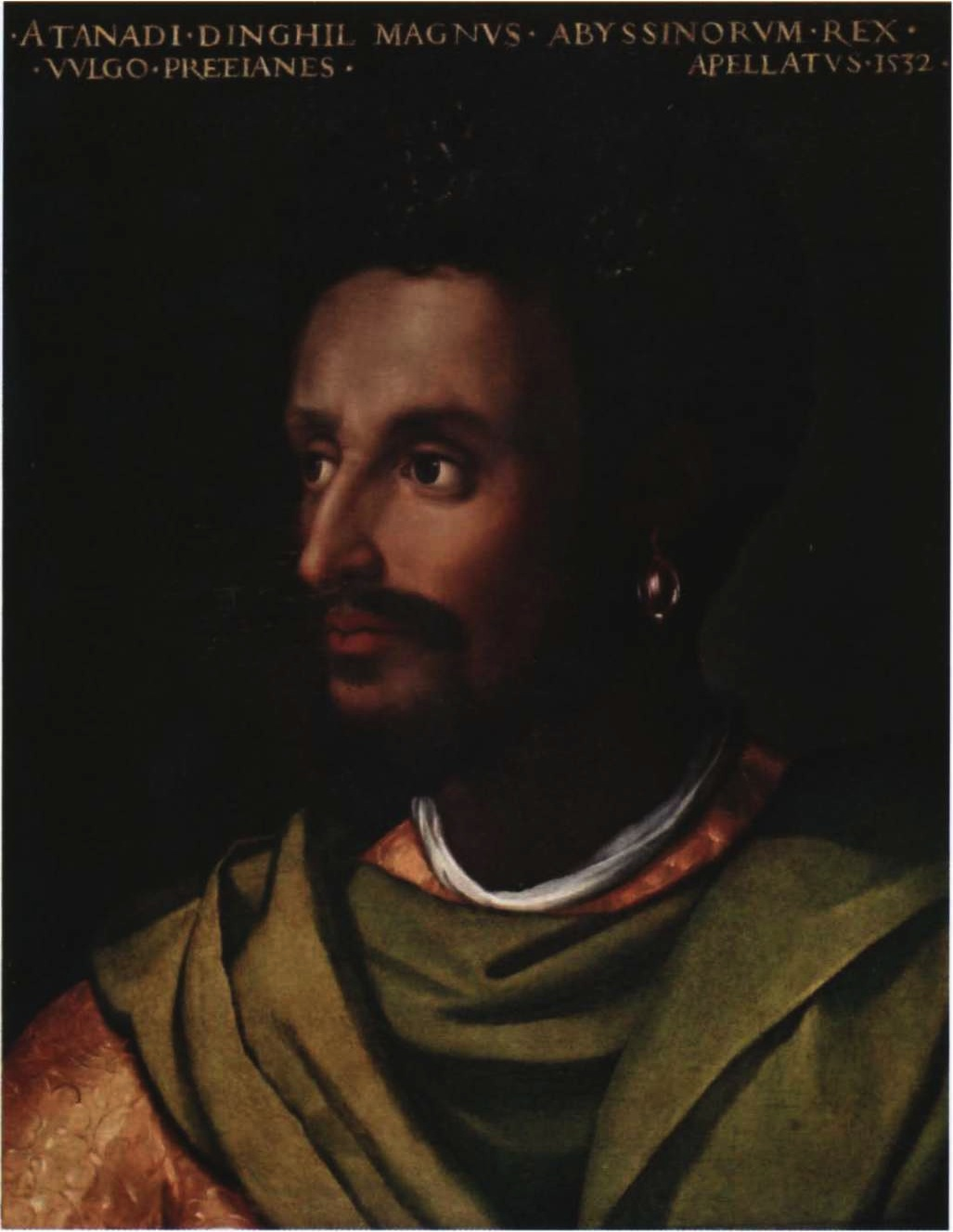
Dawit II d'Etiopia (1496-1540)
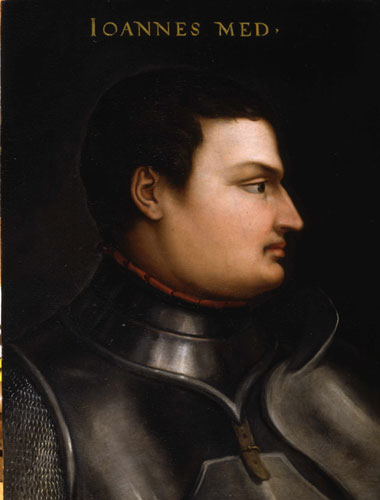
Giovanni dalle Bande Nere (1498-1526)
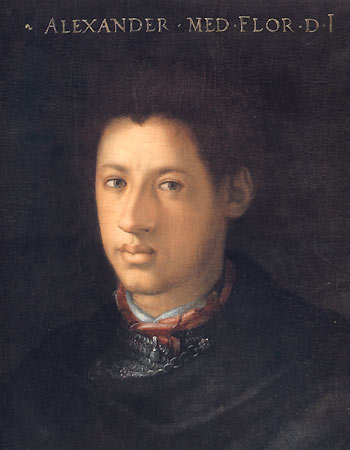
Alessandro de' Medici (1510-1537)